# Gmina związkowa Linz am Rhein
Gmina związkowa Linz am Rhein (niem. Verbandsgemeinde Linz am Rhein) – gmina związkowa w Niemczech, w kraju związkowym Nadrenia-Palatynat, w powiecie Neuwied. Siedziba gminy związkowej znajduje się w mieście Linz am Rhein.  

## Podział administracyjny
Gmina związkowa zrzesza siedem gmin, w tym jedną gminę miejską (Stadt) oraz sześć gmin wiejskich:
1. Dattenberg
2. Kasbach-Ohlenberg
3. Leubsdorf
4. Linz am Rhein
5. Ockenfels
6. Sankt Katharinen
7. Vettelschoß